# Rozy Liuksemburg (Anapa, Krasnodar)
Rozy Liuksemburg (del ruso: Розы Люксембург) es un jútor del ókrug urbano de la ciudad-balneario de Anapa del krai de Krasnodar, en el sur de Rusia. Está situado en la orilla izquierda del río Kubán, en su delta, 22 km al norte de la ciudad de Anapa y 123 km al oeste de Krasnodar. Tenía 150 habitantes en 2010.
Pertenece al municipio Pervomaiskoye.